# Coffea coursiana
Coffea coursiana är en måreväxtart som beskrevs av J.-f.Leroy. Coffea coursiana ingår i släktet Coffea och familjen måreväxter.

## Underarter
Arten delas in i följande underarter:
- C. c. coursiana
- C. c. littoralis